# Ділянка узбережжя в с. Миколаївка
Ділянка узбережжя в с. Миколаївка — комплексна пам'ятка природи місцевого значення, розташована поблизу села Миколаївка Сімферопольського району, АР Крим. Створена відповідно до Постанови ВР АРК № 92 від 15 лютого 1964 року.

## Загальні відомості
Землекористувачем є Миколаївська сільська рада, площа 5 га. Розташована на північ від села Миколаївка Сімферопольського району.
Пам'ятка природа створена з метою охорони і збереження в природному стані цінної в науковому, естетичному відношенні ділянки відкладень в береговому обриві, що оголилися, і частково затоплених морем унаслідок абразії з кістковими рештками древніх тварин, що мешкали в Криму.